# Koordinační hra
Strategické hry jsou obecně definovány jako rozhodování množiny hráčů, kteří mají každý množinu možných strategií s vlastním ohodnocením. Koordinační hry jsou pak takovou podmnožinou z teorie her, které pracují s prostředími, kde se rozhodujeme mezi více rovnovážnými strategiemi.

## Úvod
Jde o hru s nenulovým součtem, jejíž hráči spolu nemohou vzájemně komunikovat a tedy domlouvat se na výběru toho nejlepšího řešení. Hráči si zároveň volí svou strategii, jejichž kombinace determinuje výnos každému z nich. Je zde předpoklad, že hráči mají racionální preference a proto se snaží maximalizovat každý svůj užitek. Označení strategií je pokud možno co nejvíce neutrální, aby rozhodování zbytečně neovlivňovalo. Smyslem těchto her je řešit situace, kde její hráči mají možnost dosáhnout oboustranného zisku, ale pouze za použití oboustranně konzistentního rozhodnutí. My, pomocí nalezení tzv. Nashovy rovnováhy, můžeme chování hráčů s určitou přesností předvídat. Koordinační hry jsou díky tomu vhodné pro využívání ve společenských vědách jako je např. ekonomie.
Obecné schéma koordinační hry o dvou hráčích vypadá následovně, tab.1. Hodnoty A, B, C, D patří hráči se strategiemi "nahoře" a "dole", hodnoty a, b ,c, d pak hráči se strategiemi "vlevo" a "vpravo".
|        | vlevo | vpravo |
| nahoře | A, a  | C, c   |
| dole   | B, b  | D, d   |
tab. 1 – obecné schéma koordinační hry

## Stručný úvod do Nashovy rovnováhy
K určení Nashovy rovnováhy je nezbytné znát ohodnocení jednotlivých strategií protihráče, jež lze považovat za neměnné. Toho můžeme dosáhnout předchozí zkušeností nebo znalostí protihráčových preferencí. Když známe tyto ohodnocení, musí se pak každý hráč zeptat sám sebe, zda je možné za volby určité strategie protihráčem získat lepší výnos změnou své vlastní strategie. Je-li odpověď některého z hráčů kladná, tak taková strategie v rovnováze není a je žádoucí ji změnit. V opačném případě jsme nalezli Nashovu rovnováhu. Nashova rovnováha je tedy ta strategie, která přinese hráči opakovaně největší možný užitek vzhledem ke strategii protihráče/protihráčů. Tuto strategii nazýváme ryzí strategie.
Trochu jiným řešením je, když se hráč rozhodne svou strategii měnit. To znamená, že v jednotlivých kolech své strategie náhodně střídá. Takové strategii se říká smíšená strategie.

## Koordinace při vícenásobné rovnováze
Subjekty se rozhodují jakou strategii zvolit, aby dosáhli nejvyššího možného užitku.
Rozhodovací kritéria ale mohou být ovlivněna jak strukturálními vlastnostmi hry tak i jejími psychologickými rámci.
Kritéria daná strukturálními vlastnostmi jsou:
- dominace výnosu
- dominace rizika
- minulá zkušenost
- význačnost informací

Ovlivnění psychologickými rámci je dáno „psychologickou význačností“ při výběru pojmenování jednotlivých strategií.

### Dominace výnosu
Nashova rovnováha je výnosově dominantní (tab.2), když je zároveň Pareto optimální, to znamená, že ve hře neexistuje jiná rovnováha, která by byla pro jakéhokoli člena po změně strategie výhodnější než tato. Nashova rovnováha (vpravo, dole) poskytuje větší výnos oběma hráčům než Nashova rovnováha (vlevo, nahoře). To znamená, že je rovnováha (vpravo, dole) výnosově dominantní.
Teorie výnosové dominace je samozřejmě založena na racionálním jednání všech členů.
Chyba při snaze objevit Pareto optimální rovnováhu se nazývá koordinační chyba (viz dále).
|        | vlevo  | vpravo   |
| nahoře | 80, 80 | 80, 0    |
| dole   | 0, 80  | 100, 100 |
tab. 2 – příklad dominace

### Dominace rizika
Strategie se určuje na základě hodnoty nákladů obětované příležitosti jednotlivých rovnováh každého hráče. Porovnává se tedy kolik mohou hráči ztratit v případě, že jimi zvolená strategie „selže“. Příklad budu ilustrovat na tab.2. Hodnota Nashovy rovnováhy (vlevo, nahoře) je (80 − 0) * (80 − 0) = 6400. Hodnota Nashovy rovnováhy (vpravo, dole) je (100 − 80) * (100 − 80) = 400. Rovnováha s vyšší hodnotou (ryzí strategie) se označuje jako rizikově dominantní oproti rovnováze s nižší hodnotou.
V uvedeném příkladu dochází ke konfliktu mezi jednotlivými strategiemi. (vlevo, nahoře) je rizikově dominantní, (vpravo, dole) je výnosově dominantní.

### Minulá zkušenost
V některých případech může být volba rovnováhy odvislá od zkušenosti z dosavadního průběhu. V takovém případě hráči nemusí tíhnout k dosažení výnosově nejvýhodnější rovnováhy a to i přes to, že jejich konečný výnos bude značně nižší.

### Informační význačnost
Jednotliví hráči se mohou rozhodovat na základě toho, jak jim jsou jednotlivé varianty blízké a jakou mají představu o jejich vlastnostech. Blíže toto kritérium pomůže objasnit následující odstavec.

## Ohniskový bod (focal point)
Experiment provedený Thomasem Schelingem (1960) prokazuje, že když měli dotazovaní bez možnosti vzájemné komunikace zvolit místo v New Yorku, kde by se chtěli setkat se svým partnerem za podmínky, že zvolí-li oba stejné místo, dostanou jeden bod, neshodnou-li se, nedostanou žádný bod, volila většina z nich Grand central station, protože to byl v té době nejvýznačnější dopravní uzel.
Z toho lze odvodit, že společná kultura dotazovaných dokáže během rozhodování vytvořit ohniskový bod (focal point nebo také Schelling point), který jednotlivci považují za optimální řešení. Jinými slovy, řešení je právě takové, jaké si dostatek dotazovaných myslí, že je. Pro lepší představu uvedu ještě jeden příklad[1]. Tentokrát hráči mají za úkol rozdělit 100 USD na dvě části. Když oba rozdělí částku ve stejném poměru, budou oba odměněni 10 USD. Možností jak rozdělit 100 je mnoho, přesto je ale pravděpodobné, že poměr (50 USD, 50 USD) bude hráče přitahovat více než jakýkoli jiný. Je tomu především kvůli tomu, že v hráčích tento poměr vyvolává jak estetický dojem, tak také pocit, že je takové rozdělení běžně ustálené, protože je spravedlivé. Důsledkem popisovaných představ mohou být situace, že hráč volí strategii, která se mu jeví jako nejvíce samozřejmá, i když k tomu sám nemá žádný jiný důvod. Ba co více, tato strategie pro něj nemusí být nejvýhodnější.
Ukázalo se, že v případě stejných (symetrických) výnosů jednotlivých rovnováh, má kvalitní pojmenování strategií velikou důležitost. Naopak, jsou-li výnosy jednotlivých rovnováh rozdílné (asymetrické), hraje pojmenování strategií zanedbatelnou roli.

## Koordinační chyba
Koordinační chyba může nastat v situaci, kdy máme v jedné hře na výběr více Nashových rovnováh, jejichž ohodnocení se liší. Chybou se rozumí stav, kdy jsme se rozhodli pro strategii, která není Pareto optimální. Koordinační chyby vznikají kvůli nejistotě strategií, ne kvůli střetu jejich cílů. To znamená, že se hráč rozhodne raději pro jistější, i když méně výnosnější variantu.
V tabulce 3 jsou zřetelné rovnováhy (1,1) a (2,2). První z nich je rizikově dominantní, druhá je výnosově dominantní. Koordinační chyba nastane v okamžiku, kdy vybereme strategii (1,1).
|   | 1    | 2    |
| 1 | 1, 1 | 1, 0 |
| 2 | 0, 1 | 2, 2 |
tab. 3 – koordinační hra

## Příklady koordinační hry
Klasickým příkladem je situace, kde se dva výrobci snaží domluvit na standardu (tab.4), který budou používat pro své výrobky. Nezáleží na tom, jaký standard vyhraje, důležité je pouze to, aby se pro něj rozhodly obě strany. V této hře jsou dvě Nashovy rovnováhy se stejným ohodnocením.
|       | DVD-R  | DVD+R  |
| DVD-R | 10, 10 | 0, 0   |
| DVD+R | 0, 0   | 10, 10 |
tab. 4 – výběr standardu

Trochu jiný případ je, když hra nabízí dvě Nashovy rovnováhy, ale každou s jiným ohodnocením (tab.5). Hráči pak přirozeně volí tu, která má ohodnocení vyšší. Taková hra se nazývá ryzí koordinační hra (pure coordination game).
|       | DVD-R  | DVD+R |
| DVD-R | 10, 10 | 0, 0  |
| DVD+R | 0, 0   | 8, 8  |
tab. 5 – ryzí koordinační hra
Dalším z typických příkladů je hra Bach or Stravinskij (BoS), jinak také Battle of sexes (tab.6). Jde o hru dvou hráčů se dvěma možnými strategiemi. Hra spočívá v tom, že se manželé rozhodují, jaký koncert večer navštíví s tím, že určitě chtějí strávit večer společně a zároveň si ho chtějí co nejvíce užít. Z tabulky je zřejmé, že manžel dává přednost poslechu Bacha, manželka naopak upřednostňuje Stravinského. Nashovy rovnováhy jsou zde dvě, buď společná návštěva Bacha nebo Stravinského.
V případě, že se bude moci dvojice na řešení domluvit, je na první pohled zřejmé, že nejlepší volba bude, když pár jednou zvolí strategii Petry a podruhé strategii Michala. Dokázat to můžeme pomocí výpočtu užitkových funkcí následovně:
```
u
Michal
 = 3p + 5(1 − p) = 5 – 2p
```

```
u
Petra
 = 5p + 3(1 − p) = 3 + 2p
```

```
U = u
Michal
 * u
Petra
     po dosazení dostaneme      U = (5 – 2p) * (3 + 2p) = 15 + 4p – 4p2
```

optimální řešení získáme první derivací celkového užitku rovno nule:
```
dU/dp = 4 – 8p = 0     to znamená, že     p = 4/8 = 1/2 
```

Z toho vyplývá, že naše původní domněnka byla správná.
| Michal / Petra | Stravinskij | Bach |
| Bach           | 1, 1        | 5, 3 |
| Stravinskij    | 3, 5        | 0, 0 |
tab.6 – Bach or Stravinskij (BoS)

V případě, že se dvojice bude muset rozhodnout nezávisle na sobě, budou za předpokladu racionality oba volit strategii, která pro ně bude rizikově dominantní. To znamená, že každý půjde na ten koncert, který mu je bližší. Výnos však bude pro oba značně nižší (1, 1).
Posledním typem, který si zde uvedeme je hra nazývána "Stag hunt" (tab.7). Jde v ní o to, že se dva lovci rozhodují, zda budou lovit jelena nebo zajíce. Zajíce může lovit každý sám bez pomoci druhého. Jelena dokáží ulovit pouze se vzájemnou pomocí. Lovit jelena je pro ně zajímavější, protože má vyšší cenu. Jak ukazuje tabulka XX, máme zde dvě Nashovy rovnováhy, jedna je lovit společně jelena (výnosově dominantní) druhá je lovit zajíce (rizikově dominantní).
|       | jelen | zajíc |
| jelen | 8, 8  | 0, 2  |
| zajíc | 2, 0  | 2, 2  |
tab. 7 – stag hunt

Rozdíl oproti Vězňovu dilema(tab.9) je ten, že tato hra obsahuje dvě Nashovy rovnováhy. Vězňovo dilema naproti tomu, i když kooperace obou vězňů znamená Pareto efektivní strategii, nabízí pouze jednu Nashovu rovnováhu a to sice v případě, že se oba vězni rozhodnou zradit.
|            | spolupráce | zrada |
| spolupráce | 4, 4       | 0, 6  |
| zrada      | 6, 0       | 2, 2  |
tab. 9 – vězňovo dilema

## Podobné typy her

### Antikoordinační hra
Příkladem takové hry je Game of chicken, jinak také Chicken (tab.10). Hra simuluje situaci, kde dva hráči jedou proti sobě po rovné silnici. Kdo z nich uhne, je kuře a prohrál. Hráči si vzájemně konkurují a výsledné řešení přináší dodateční náklady, případně negativní externality. Z tabulky vyplývá, že si oba hráči přejí, aby její soupeř uhnul a on tak mohl jet rovně. Podle toho, co bylo řečeno dříve je zřejmé, že je zde více než jedna Nashova rovnováha. Ryzí strategie je taková, že jeden uhne a druhý ne.
|            | uhne  | jede rovně |
| uhne       | 0, 0  | -1, 1      |
| jede rovně | 1, -1 | -10, -10   |
tab. 10 – game of chicken

### Diskoordinační hra
Tento typ hry je jakýmsi hybridem mezi koordinační a antikoordinační hrou. Běžně se nazývá Matching pennies (matching pennies, tab.11). Oproti běžným koordinačním hrám se liší v tom, že je to hra s nulovým součtem. Způsob hry lze ilustrovat na následujícím příkladu, tab. 5. Pasažér se chce vyhnout tomu, aby byl přistižen revizorem bez jízdenky. Kupovat jízdenku se mu ale také nechce. Stejně tak revizor nechce kontrolovat ty pasažéry, kteří platnou jízdenku mají. Úspěch jednoho znamená neúspěch druhého. Tato hra nemá žádnou ryzí Nashovu rovnováhu, má ale tzv. smíšenou strategii Nashovy rovnováhy. To v praxi znamená, že si oba hráči mohou hodit mincí pro jakou strategii se rozhodnout, protože jejich pravděpodobnost úspěchu je 50%.
|               | s jízdenkou | bez jízdenky |
| kontrolovat   | -1, 1       | 1, -1        |
| nekontrolovat | 1, -1       | -1, 1        |
tab. 11 – matching pennies